# Gilles Aillaud
Gilles Aillaud (París, Francia, 1928-24 de marzo de 2005) es un pintor francés universalmente reconocido, autor de decorados y dramaturgo; igualmente, fue uno de los principales proponentes de las escuelas artísticas de la Nouvelle figuration y la Figuración narrativa.